# Coleroidion leucotrichum
Coleroidion leucotrichum är en skalbaggsart som först beskrevs av Martins 1960.  Coleroidion leucotrichum ingår i släktet Coleroidion och familjen långhorningar. Inga underarter finns listade i Catalogue of Life.